# Les Champs-de-Losque
Les Champs-de-Losque ist eine Ortschaft und eine ehemalige französische Gemeinde mit 197 Einwohnern (Stand: 1. Januar 2022) im Département Manche in der Region Normandie.
Mit Wirkung vom 1. Januar 2017 wurden die bisherigen Gemeinden Remilly-sur-Lozon, Le Mesnil-Vigot und Les Champs-de-Losque zu einer Commune nouvelle mit dem Namen Remilly Les Marais zusammengeschlossen und verfügen in der neuen Gemeinde über den Status einer Commune déléguée. Der Verwaltungssitz befindet sich im Ort Remilly-sur-Lozon.

## Lage
Nachbarorte von Les Champs-de-Losque sind Tribehou im Nordwesten, Le Hommet-d’Arthenay im Norden und im Osten, Thèreval im Süden, Le Mesnil-Eury im Südwesten und Remilly-sur-Lozon im Westen.

## Bevölkerungsentwicklung

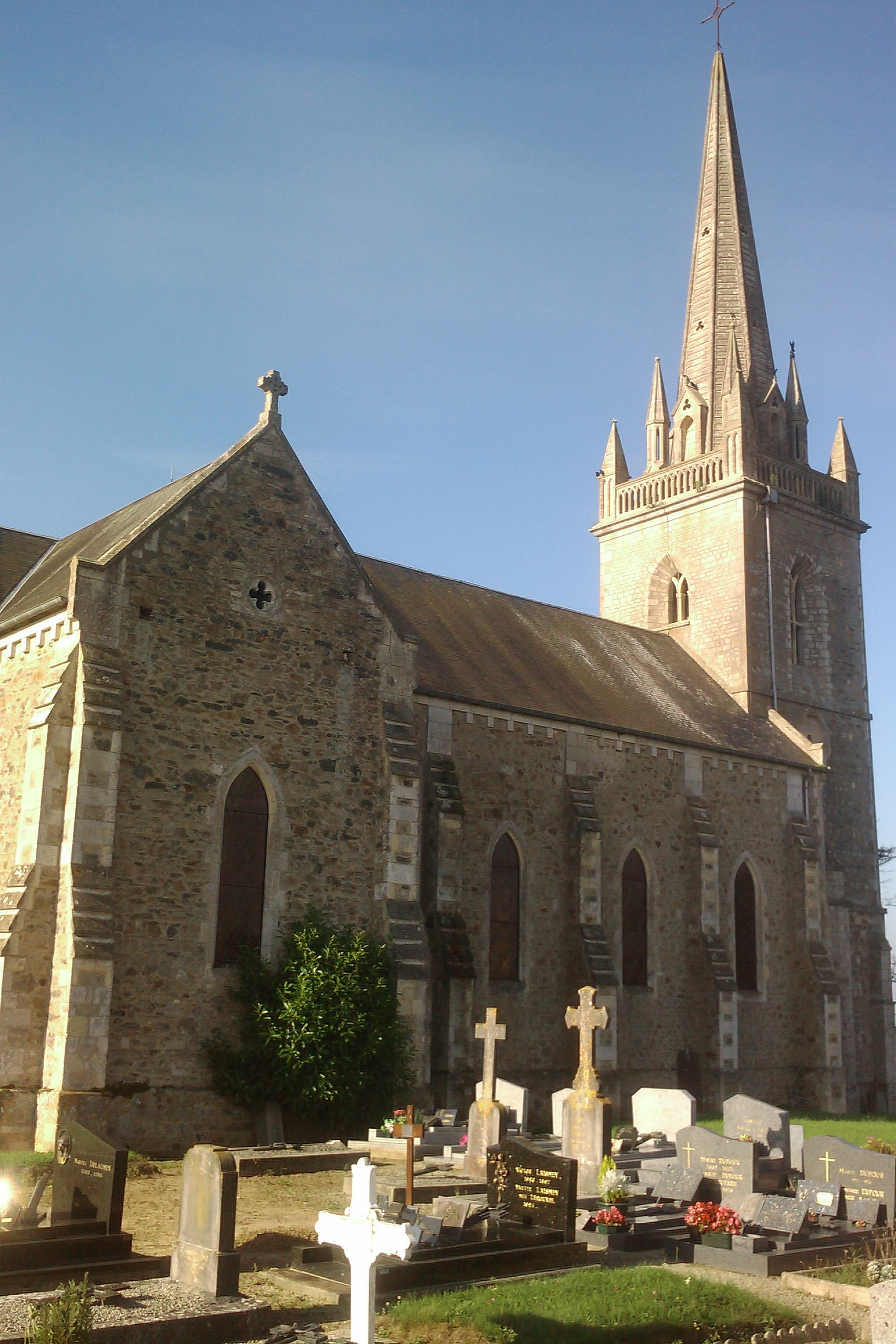
Kirche

| Jahr      | 1962 | 1968 | 1975 | 1982 | 1990 | 1999 | 2008 | 2015 |
| --------- | ---- | ---- | ---- | ---- | ---- | ---- | ---- | ---- |
| Einwohner | 263  | 272  | 200  | 209  | 195  | 205  | 203  | 185  |